# Fabrizio Trezzi
Fabrizio Trezzi (* 7. Juli 1967 in Mailand) ist ein ehemaliger italienischer Radrennfahrer.

## Sportliche Laufbahn
Trezzi war Bahnradsportler und war auch im Straßenradsport aktiv. Er war Teilnehmer der Olympischen Sommerspiele 1988 in Seoul. In der Mannschaftsverfolgung kam Italien mit Ivan Beltrami, Gianpaolo Grisandi, David Solari, Fabrizio Trezzi und Fabio Baldato auf den 6. Rang. 
1992 startete er bei den Olympischen Sommerspielen in Barcelona. In der Mannschaftsverfolgung belegte der italienische Bahnvierer mit Ivan Beltrami, Rossano Brasi, Ivan Cerioli, Fabrizio Trezzi und Giovanni Lombardi den 4. Platz. Im Rennen um die Bronzemedaille unterlag Italien gegen Dänemark.  
Auf der Straße gewann er 1991 eine Etappe der Niedersachsen-Rundfahrt und einige nationale Eintagesrennen.